# Château de Moroges
Le château de Moroges est situé sur la commune de Moroges en Saône-et-Loire. Il domine la vallée orientée est - ouest que suit la route express Chalon - Montceau-les-Mines.

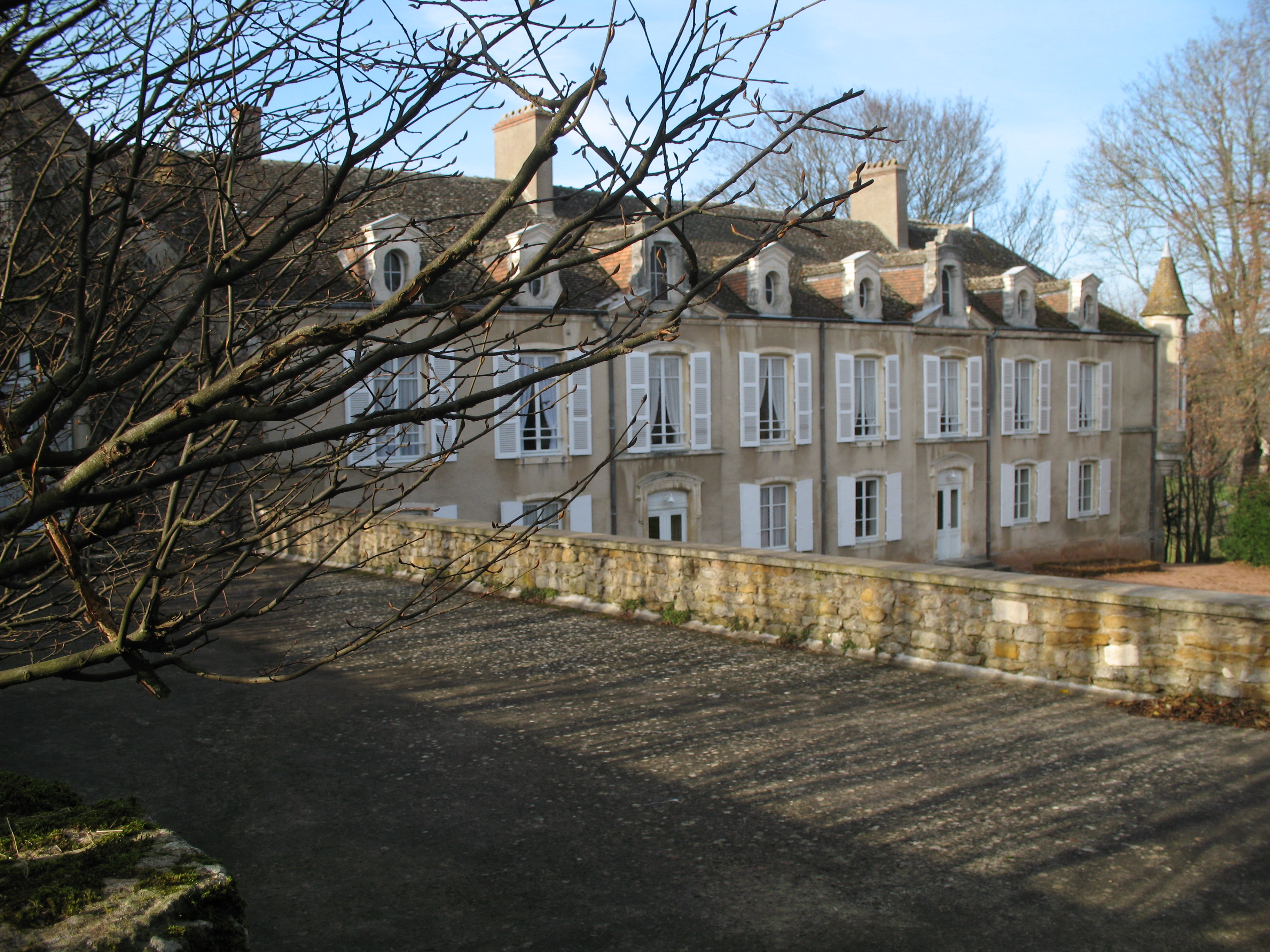
Château de Moroges

## Description
Le château comprend actuellement un grand bâtiment dont la façade ouest, garnie de verdure, donne sur une cour à laquelle on accède par un portail. Il est flanqué, au nord, d'un donjon imposant; c'est une très grosse tour carrée coiffée bizarrement d'un toit en bâtière que couvrent de petites tuiles plates. À l'autre extrémité du bâtiment, se dresse une tour ronde moins importante. Cet ensemble remonterait aux XIIIe siècle et XIVe siècle. La façade donnant sur le parc a été remaniée dans les années 1850 - 1855; elle est de style classique.
Le plan terrier de la seigneurie fait état de l'existence, en 1775, d'une double entrée avec pont-levis charretier et pont-levis piétonnier.
À l'intérieur, de grosses cheminées ont été dégagées, ainsi que des plafonds à solives apparentes à la française. La salle basse du donjon a retrouvé son aspect primitif.
Devant la façade est, s'étend un parc en terrasse. 
Le château est une propriété privée. 

## Historique
- 1289 : le fief appartient à la famille de Moroges
- 1633 : au dernier descendant mâle de la famille de Moroges, succèdent, par les femmes, les Rabutin, puis les Champier
- 1733 : achat du domaine par Louis de Thésut du Parc
- 1920 : les descendants du précédent vendent le château
- 1945 : propriété de la famille Remontet et en 1963 de Mme  Chantal Bernard Trémeau née Remontet;
- 2019 : à la suite du décès de son père, Denis Trémeau hérite du château de son père

.

### Thèse sur l'origine du nom de Moroges
Hugues, duc de Bourgogne fut, huit mois durant, l'hôte de Guillaume de Villehardouin, prince de Morée, avant de rejoindre, à la Pentecôte 1249, la flotte du roi Louis IX de France qui faisait voile vers l'Égypte. De ce long repos précédant la croisade, serait né un bâtard à qui le duc donna nom, armes, terre et devise. Le fait est que le nom n'apparaît dans aucun document avant cette époque, que les armes sont celles des premiers ducs de Bourgogne et que la devise des Moroges est Dieu ayde au More chrétien. Cette thèse, vraisemblable, reprise par des généalogistes, n'est pas sourcée mais le séjour entre Hugues IV et Guillaume de Villehardouin est détaillé dans l'Histoire des Ducs de Bourgogne, Tome IV d'Ernest Petit (1891), page 152. 